# Joppolo
Joppolo es un municipio sito en el territorio de la provincia de Vibo Valentia, en Calabria (Italia).
En la fracción de Caronìti se cuenta que nació San Genaro, patrono de Nápoles.

## Demografía
| Gráfica de evolución demográfica de Joppolo entre 1861 y 2001 |
|                                                               |
| fuente ISTAT - elaboración gráfica a cargo de Wikipedia       |